# شهرستان واسیلیوکا
شهرستان واسیلیوکا (به لاتین: Vasylivka Raion) یک سکونتگاه مسکونی در اوکراین است که در استان زاپروژیا واقع شده‌است.